# Història de La Rioja

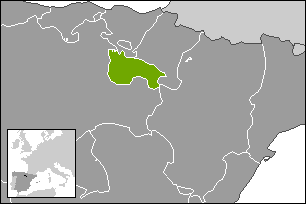
Localització de La Rioja

Aquest article tracta sobre la història de La Rioja. En temps romans, el territori de La Rioja era habitat per les tribus dels berons, autrígons i vascons. Era part de la província romana de la Tarraconense. Durant l'edat mitjana va ser un territori disputat. Els visigots van crear el ducat de Cantàbria que probablement incloïa tot el territori de la Rioja, com a frontera amb els vascons. Després de la invasió musulmana del 711, la Rioja va annexionar-se als territoris d'Al-àndalus.
A principis del segle x, Sanç I de Navarra va conquerir la major part d'aquest territori, i el territori baix a prop d'Arnedo va quedar sota control dels seus aliats el Banu Qasi de Tudela. La Rioja va formar el regne independent de Viguera del 970 al 1005, data en què va passar a formar part del Regne de Navarra. Nájera, va ser, per un temps, la capital del regne.
Després de la independència de Castella el 1035, el nou regne va lluitar feroçment contra Navarra per aconseguir els territoris de Bureba i la Rioja, entre d'altres. El 1076, després de la mort de Sanç IV, Navarra es va dividir i Castella va annexionar-se la Rioja a més d'altres terres navarreses. Garcia V el Restaurador va lluitar contra Castella per recuperar els territoris perduts. El 1179, van signar un acord de pau per mitjà del qual van cedir la Rioja definitivament a Castella.
El territori va estar dividit entre les províncies de Burgos i Sòria fins a la reforma administrativa de 1822 de Rafael del Riego que crearia la província de Logronyo. El 1980 la província va canviar el seu nom per La Rioja, i el 1982 es va constituir com a comunitat autònoma uniprovincial. Es va conformar en comunitat autònoma uniprovincial després de la transició a la democràcia per un rebuig popular a ser finalment integrada a una altra regió, ja fos Castella i Lleó o el País Basc o Basc-navarrès, com alguns polítics defensaven. L'Estatut d'Autonomia de La Rioja es va signar el 9 de juny de 1982, passant a celebrar-se a partir d'aquest any en aquesta data el Dia de La Rioja.

## Petjades de dinosaure

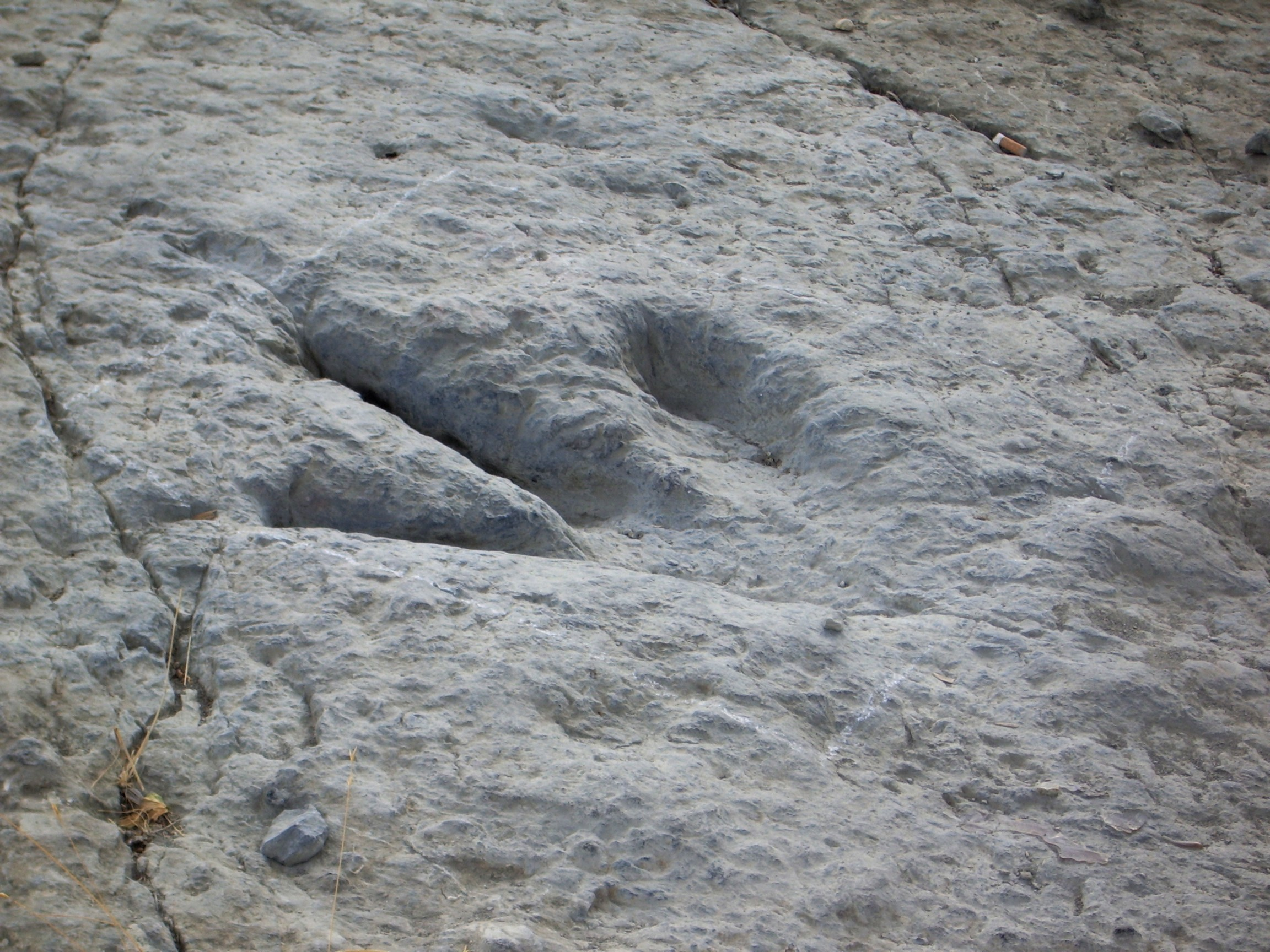
Icnita d'un Teròpode trobada a prop d'Enciso.

Durant el període Cretaci inferior la zona geogràfica de Cameros va formar part d'una plana entollada que es dessecava periòdicament, deixant enrere zones fangoses en les quals les petjades de dinosaure quedaven marcades al seu pas. Amb el temps aquestes s'assecaven i es cobrien amb nous sediments el pes dels quals premsava les capes inferiors, fent-les solidificar en roques amb el pas de milions d'anys. L'erosió ha anat desgastant les capes superiors fent visibles moltes d'aquestes formacions rocoses, permetent observar les icnites (trepitjades fòssils). La Rioja destaca pel nombre i conservació d'aquests jaciments, fent-la segons els experts, un dels territoris paleontològics més importants del món, amén dels quals es troben a la zona nord de Sòria, tals com Yanguas, Santa Cruz de Yanguas i altres localitats.

## Edat antiga

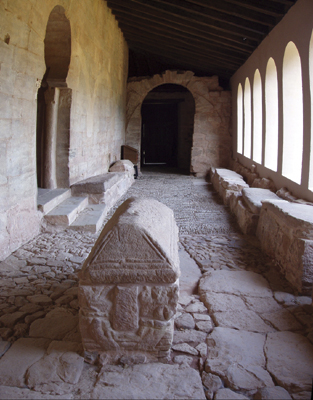
Monestir de San Millán de Suso amb el Portaliello de Gonzalo de Berceo amb els sarcòfags dels set infants de Lara i tres reines navarreses.

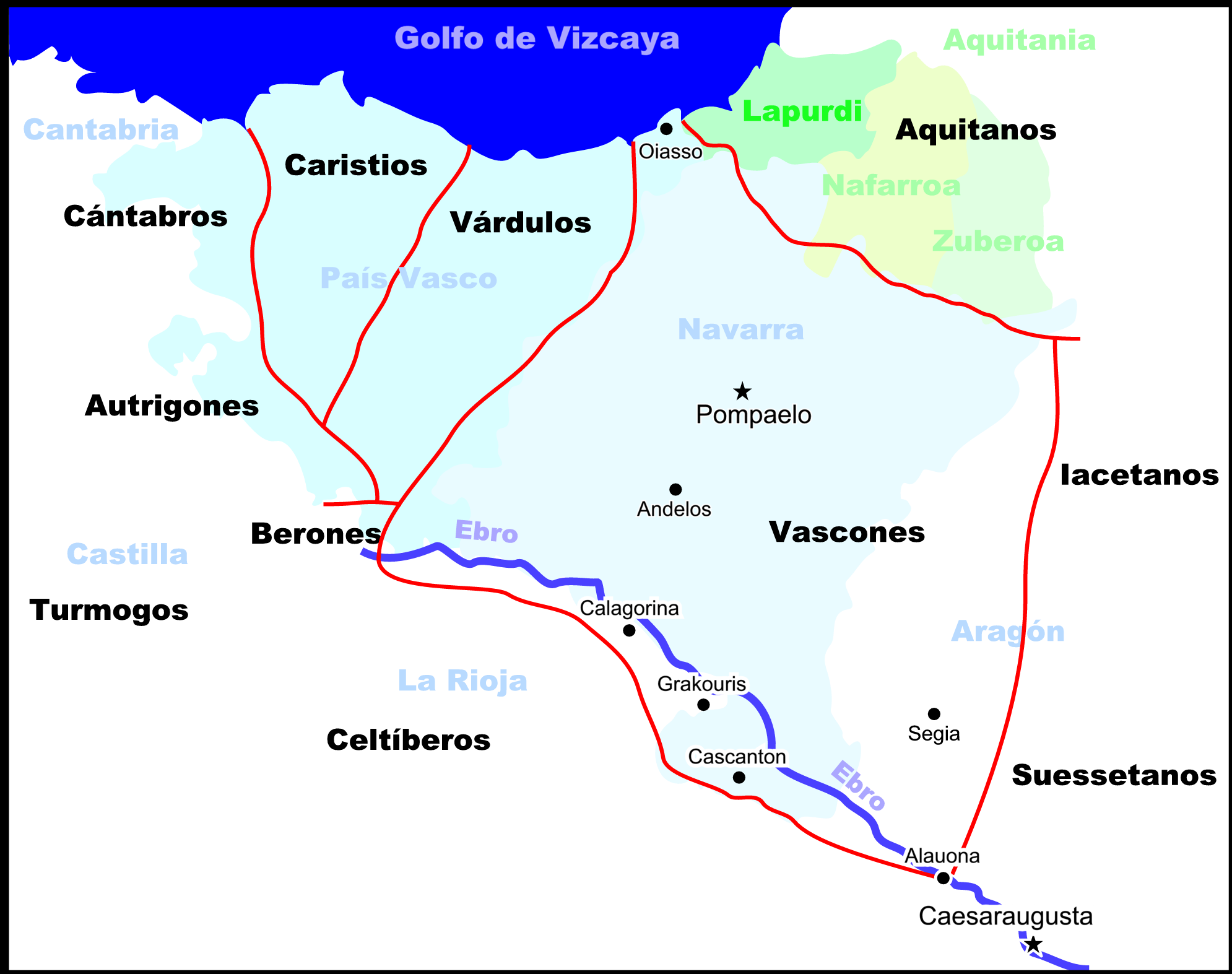
Distribució de les diferents tribus segons Ptolemeu.

Fins a l'arribada dels romans en el segle ii aC La Rioja va estar ocupada per tres tribus: els Berons, que es trobaven a la Vall de l'Ebre, els Pelèndons a les zones de serra i els Vascons en algunes zones de la Rioja Baixa. La regió va ser envaïda pels musulmans a principis del segle viii.
A principis de l'edat del ferro existien a la zona assentaments indoeuropeus de tipus del Hallstatt. Es conserven algunes restes datades en el segle X aC No obstant això, cal tenir cautela a l'hora d'identificar la cultura material d'un grup amb la seva ètnia. Sens dubte diferents pobles de diferents arrels podien adoptar els mateixos tipus ceràmics, construccions, etc. I això és important, perquè hi ha indicis que a La Rioja la van poblar des de molt antic pobles no indoeuropeus, en concret pobles bascoides. Tals indicis es basen entre altres coses en la antroponimia basca dels deixants de l'Alt Cidacos de la zona de La Rioja-soriana.
Posteriorment amb l'arribada dels romans ja tenim les primeres referències textuals dels pobles que habitaven La Rioja en aquestes èpoques: Els Berons es trobaven a la Vall de l'Ebre, preferentment per La Rioja alta, els Vascons per la Rioja baixa, a l'Ebre i a les conques baixes dels seus afluents, i els Pelèndons a les zones de serra.
Els principals assentaments Berons van ser Vareia (capital de facto situada als voltants de Logronyo), Oliva (actual Herramelluri), Tritium (actual Tricio).
La principal ciutat vascona de les quals es documenten a la Rioja va ser Calagurris (probablement un exònim, ja que aquesta denominació es registra en els autors grecollatins); seria millor denominar-la Calagorri com consta en un fragment ceràmic d'una peça del taller del calahorrà Gaius Valerius Verdulius, el qual sens dubte sabia com els seus paisans calahorrans denominaven a la seva ciutat millor que els escriptors grecollatins, els quals no la van trepitjar mai. L'altra ciutat vascona de La Rioja va ser Graccurris/Gracouri, localitzada a les actuals eres de San Martín d'Alfaro
Els Pelèndons van ocupar entre altres l'assentament de Contrebia Leucade, situat a l'actual Aguilar del Río Alhama.

### Romanització

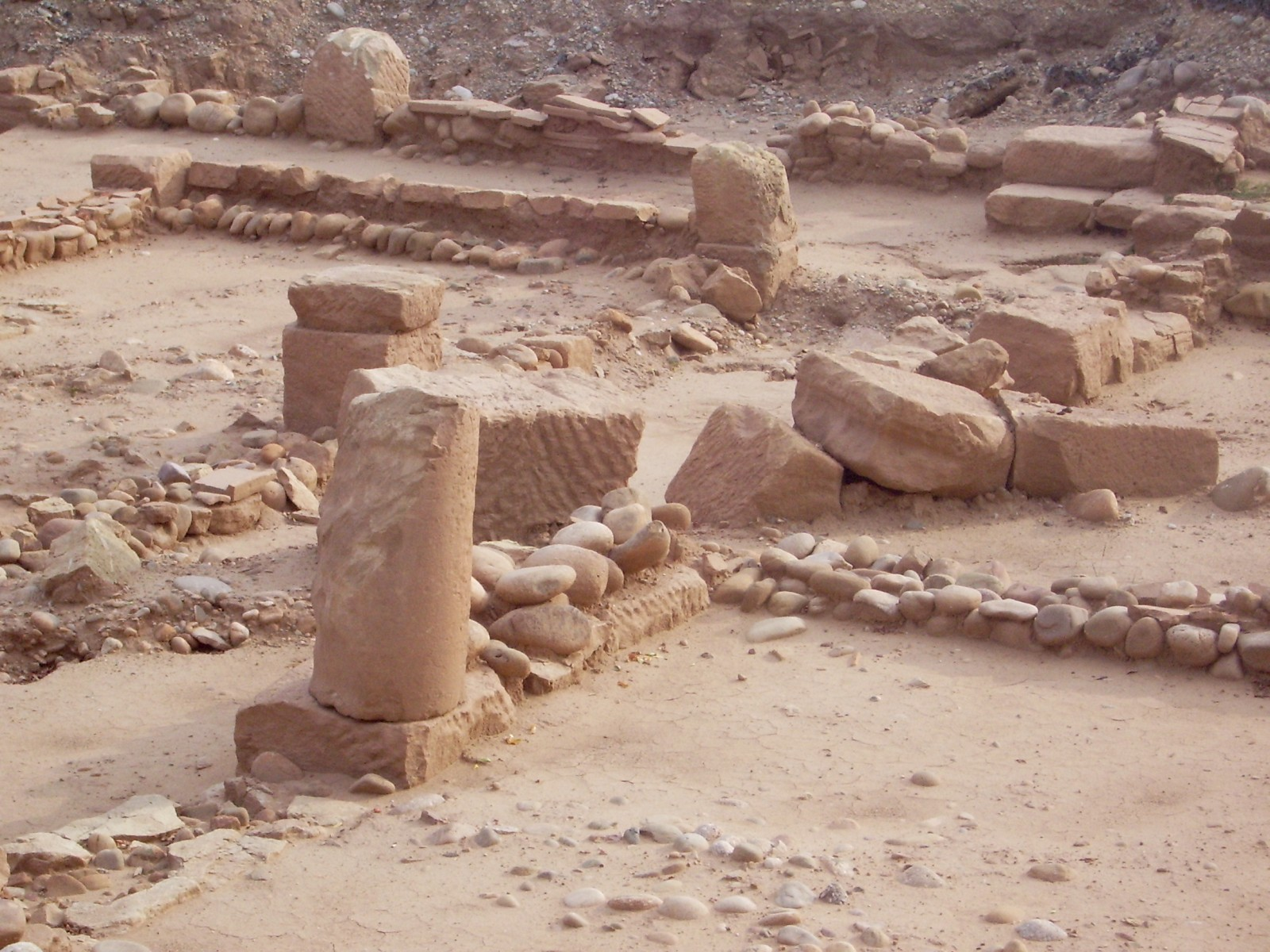
Restes romanes de "Vareia".

Els romans, a causa de les guerres púniques contra els cartaginesos, es veuen empesos cap a la península Ibèrica, trobant-se a Empúries el 218 aC. El 193 aC, Cató el Vell atacava als pobles celtibers de la vall de l'Ebre. El 187 aC es documenta una batalla a prop de Calagurris, on els celtibers eren derrotats per M. Acini. No obstant això, mai en els textos es diu que Calagurris sigui una ciutat celtibera. Des del principi se l'anomena com a vascona.
El 179 aC Tiberi Semproni Grac fundava Gracurris (l'actual Alfaro) sobre una altra ciutat prèvia, Ilurcis. Graccurris, com Calagurris, en els textos grecollatins, apareix des del principi com a vascona.
Hispània no va ser aliena a les disputes polítiques i militars dels últims anys de la República Romana, quan Sertori es va enfrontar al partit dels aristòcrates encapçalat per Sila el 83 aC. Sertori va arrasar Vareia el 76 aC sotmetent als Berons. Pompeu conquesta Calagurris i Gracurris l'any 74 aC.
Sobre la base d'obres com l'Anònim de Ravena o l'Itinerari Antoní i les restes oposades, es dedueix que van existir a La Rioja llargues xarxes de comunicacions, moltes d'elles comunicaven amb Vareia. Aquestes van ser vigilades per legions romanes, sent algunes Legio VII Gemina (que crearia Lleó), la Legio VI Victrix o la Legio IV Macedònica.
El Senat Romà va dividir Hispània en dues províncies, Hispània Citerior, la més propera a Roma i la Hispània Ulterior, la més llunyana, quedant el territori de La Rioja en la Citerior. Posteriorment Cèsar August reforma l'administració provincial subdividint-la en conventus. La Rioja quedaria dins del Caesaraugustà, a la província Tarraconense.
Els costums romans s'implanten al territori, trobant-se alguns exemples d'arquitectura romana a Calagurris, Vareia i Cihuri.
La zona era un important eix comercial, tant terrestre (per les calçades), com fluvial (l'Ebre era navegable fins a Varea), sent un dels seus majors exponents el comerç de ceràmica de terra sigillata, on destacava la fabricació de Tritium Magallum. Derivat de la importància del comerç, es van crear a la zona dues importants seques, una a Calagurris i una altra a Gracurris.
La religió cristiana es va anar introduint, provinent de profetitzacions que arribaven des de la desembocadura de l'Ebre a la fi del segle ii. Sent exemple de la implantació de la religió a Calagurris, l'actual veneració a Calahorra als sants Emeteri i Celedoni, legionaris romans.
Per l'Edicte de Milà l'any 313 es permet llibertat de culte a l'Imperi Romà. En el segle iv es crea la diòcesi de Calahorra.

## Edat mitjana
Després de la invasió islàmica La Rioja va ser reconquerida parcialment l'any 923 pel Regne de Pamplona conjuntament amb el Regne de Lleó; a l'est del riu Leza va seguir sent territori sota control musulmà. El territori reconquerit de la regió va passar a pertànyer al Regne de Pamplona. Posteriorment hi ha una dura disputa entre el Regne de Lleó i els reis de Pamplona-Navarra, amb grans batalles pel mig, que es va decidir favorablement als navarresos a partir de la captura de la família comtal a Cirueña, l'any 960.
Sancho Garcés va canviar la capital del Regne de Pamplona a Nájera (La Rioja) creant l'anomenat Regne de Nájera.

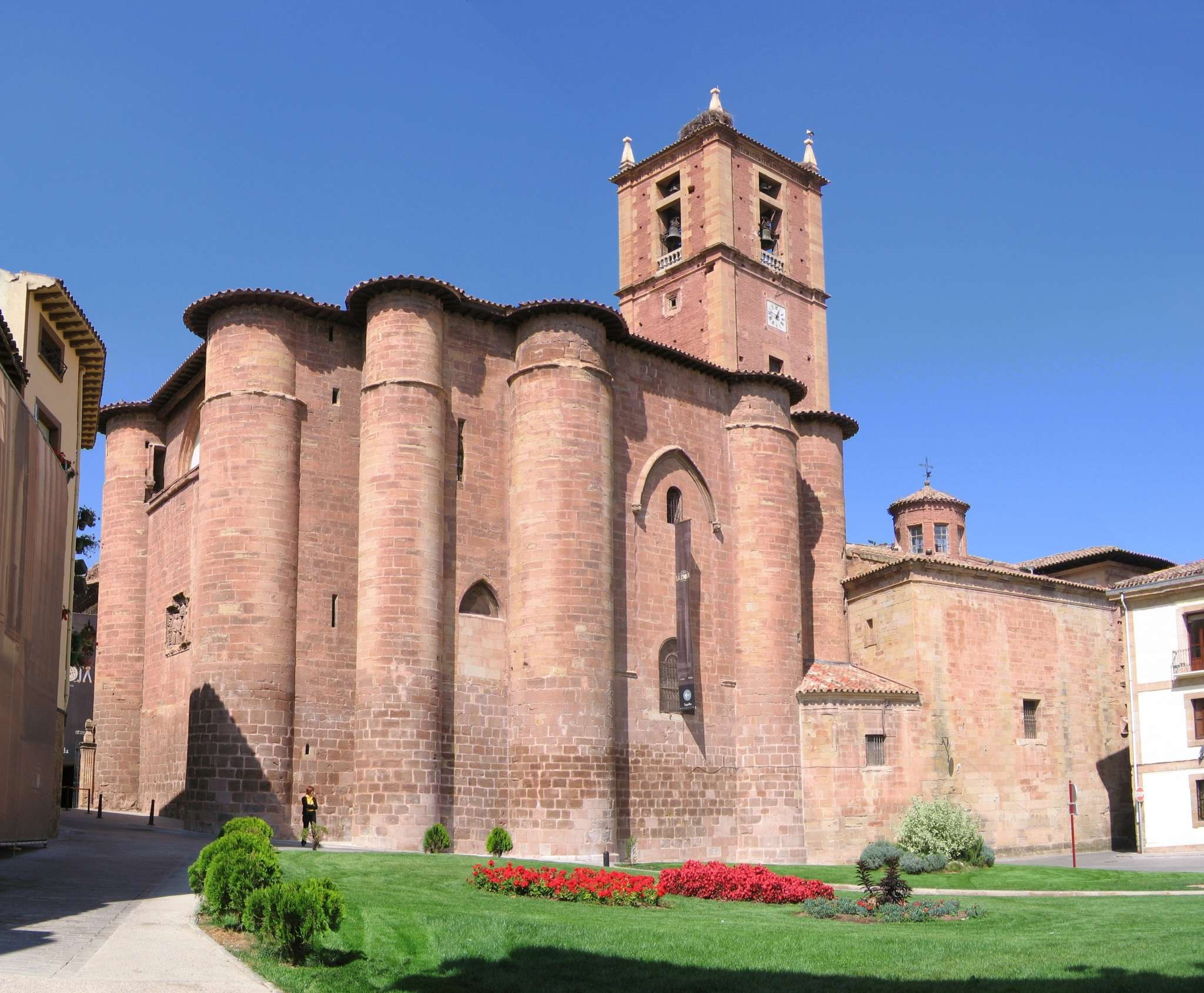
Monestir de Santa María la Real de Nájera.

Temps després, es produeix una conquesta per part del Regne de Castella de part del territori de La Rioja. A favor seu van jugar el descontentament d'una part considerable de la noblesa navarresa davant el tracte rebut per Sanç IV de Navarra, la qual cosa implica l'existència de grups pro-castellans, sense oblidar l'acostament que Castella havia començat a protagonitzar a partir de les nombroses donacions amb què els seus monarques van afavorir els grans monestirs de La Rioja. Hem de recordar com, després de la mort de Sanç IV, els tenents de Nájera, Calahorra i els Cameros van cridar a Alfons perquè prengués possessió de La Rioja, fos reconegut com a monarca del "Regne de Nájera" i rebés el jurament de tots els nobles.

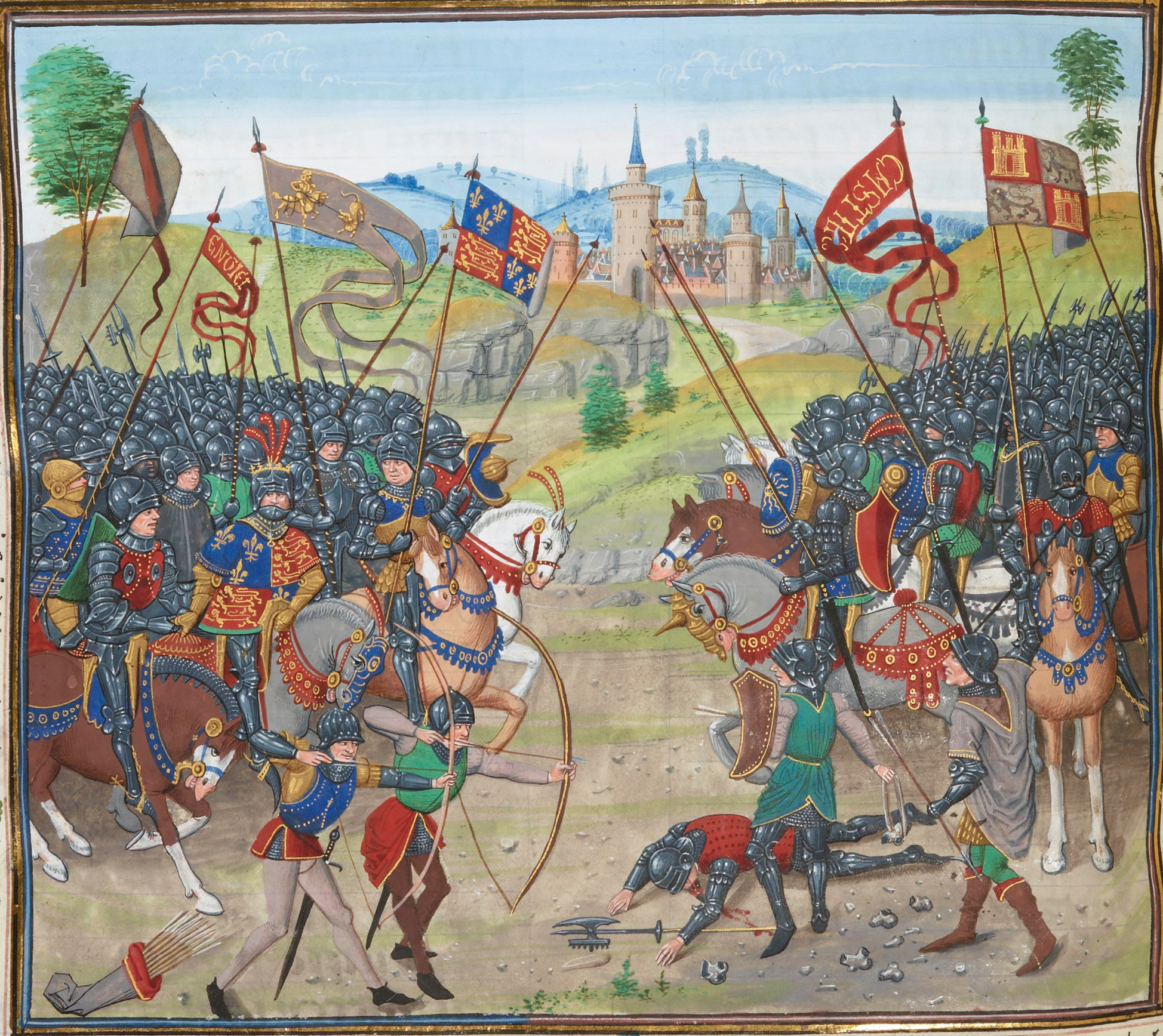
Batalla de Nájera, part de la Primera Guerra Civil Castellana.

El 1163, aprofitant la minoria d'Alfons VIII de Castella, el navarrès Sanç VI de Navarra va ocupar una part del territori de La Rioja. A partir d'aquest moment La Rioja va quedar dividida entre Navarra i Castella. Del primer regne depenen Logronyo, Entrena, Navarrete, Ausejo, Autol, Quel i Resa; del segon, Grañón, Haro, Nájera, Viguera, Clavijo, Ocón, Arnedo i Calahorra. Lope IV Díaz d'Haro (el 1163 i 1167) i el seu successor Pedro Ruiz (1174), comtes de Nájera, seran els encarregats de desallotjar als navarresos.
Alfons VIII de Castella va anar arrencant a Pamplona les places de Quel, comarca d'Ocón, Grañón, Pazuengos, Cirerer, Treviana i Miranda. Va seguir a això un acord signat el 1174 pels reis de Castella i Aragó per atacar conjuntament al pamplonès, qui va veure perduts, com a conseqüència, la plaça de Milagro i el castell de Leguín, en el cor mateix del seu regne. El 1176 Sanç VI de Navarra va haver de signar forçosament la pau; en una entrevista celebrada amb el rei de Castella, entre Nájera i Logronyo, van convenir a sotmetre les seves diferències a l'arbitratge d'Enric II d'Anglaterra. El laude va dictaminar que les fronteres tornessin a la situació anterior a 1163. El rei pamplonès no va tenir més remei que acceptar-ho davant l'amenaça de perdre els pocs territoris que encara li quedaven.
Després d'aquest moment, es produeix un allunyament de la monarquia castellana dels interessos de La Rioja, que afavoreix el protagonisme, almenys aparent, dels senyors i dels camperols. Es va produir una clara imposició feudal dels primers sobre els segons i una senyorialització creixent, que va provocar canvis substancials en l'estructura social.

## Bressol de la llengua romanç i del basc escrit

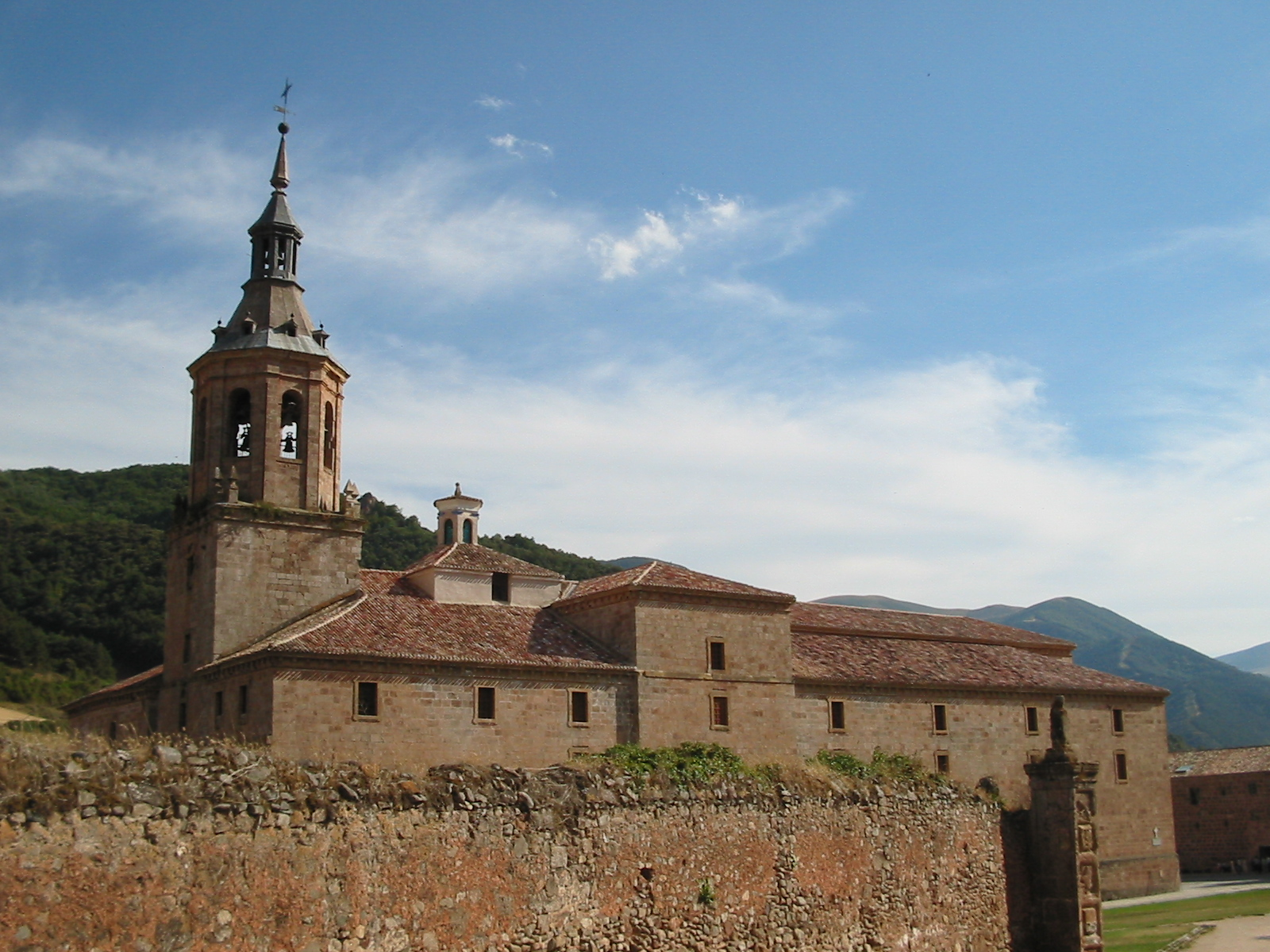
El monestir de Yuso, a San Millán de la Cogolla.

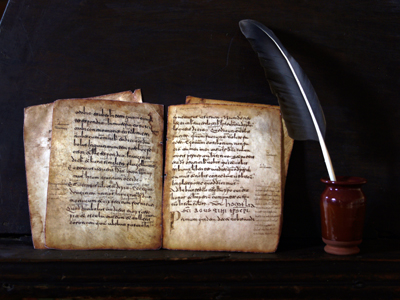
Pàgina 72 del Còdex Emilianense 60. S'aprecia la glossa en el marge dret.

El novembre de 1977 es va celebrar una gran festa en el monestir de San Millán de la Cogolla per celebrar el mil·lenari del naixement de la llengua castellana. Autoritats, lingüistes, acadèmics, tots es van donar cita en aquell lloc on va sorgir el primer balboteig escrit d'aquesta llengua. A la biblioteca, hereva de l'Escriptori de San Millán, dormia durant segles un còdex llatí, Aemilianensis 60, en els marges del qual un amanuenc havia escrit unes anotacions (glosses) en llengua romanç, en basc i en un llatí que avui podríem anomenar “macarrònic”. Existeixen estudis actuals que afirmen, que les glosses emilianenques no estan escrites en castellà, com es creia el 1977, sinó en la varietat de La Rioja de l'idioma navarro-aragonès. Amb el detall que quan es van escriure aquesta regió no pertanyia encara al Regne de Castella, sinó al de Navarra. Exemple d'una glossa:
| «                                                                   | ...con o ajutorio de nuestro dueno Christo dueno Salbatore qual dueno yet ena honore e qual duenno tienet ela mantatjione con o Patre con o Spiritu Sancto en os sieculos de los sieculos | » |
| — Traducció de: adiubante Domino nostro Iesu Christo cui est.../... | |   |

Aquests textos s'escrivien en el segle x, encara que recerques recents asseguren que tal vegada fos ja entrat el segle xi. Aquest còdex 60, que actualment es guarda a la Reial Acadèmia de la Història, és el que tradicionalment es coneix com a Glosses Emilianenses. Atès que dues d'aquestes glosses estan escrites en basc, pot afirmar-se també que en el monestir de San Millán va tenir lloc el naixement de la llengua basca escrita.
No obstant això, els investigadors de La Rioja Claudio i Javier García Turza han realitzat estudis sobre el còdex 46, també trobat a la biblioteca de Yuso, que apareix datat al 13 de juny del 964, amb el que fixen encara més els orígens d'aquesta llengua romanç escrita. El còdex 46 és un diccionari enciclopèdic amb més de 20.000 entrades ordenades de l'A a la Z, en el qual les veus del romanç formen part no només de les anotacions al marge, sinó també de la part del text escrit en llatí molt contaminat per la parla popular. Aquest manuscrit recull el saber popular i aclareix nombroses llacunes sobre l'alta edat mitjana.

## Edat contemporània
El 30 de novembre de 1833 es formava la Província de Logronyo, els territoris de la qual pertanyien fins avui, des del segle xviii, a les províncies de Sòria i Burgos, formant-se 9 partits judicials: Alfaro, Arnedo, Calahorra, Cervera de Río Alhama, Haro, Logronyo, Nájera, Santo Domingo de la Calzada i Torrecilla en Cameros, encara que anteriorment ja s'havia conformat com a província de La Rioja i després separat entre Burgos i Sòria.
Es va conformar en comunitat autònoma uniprovincial després de la transició a la democràcia per un rebuig popular a ser finalment integrada a una altra regió, ja fos Castella i Lleó o el País Basc o Basc-navarrès, com alguns polítics defensaven. L'Estatut d'Autonomia de La Rioja es va signar el 9 de juny de 1982, passant a celebrar-se a partir d'aquest any en aquesta data el Dia de La Rioja.